# Mikołaj Jańczuk
Mikołaj Jańczuk, biał. Мікалай (Мікола) Андрэевіч Янчук, ukr. Микола Андрійович Янчук, ros. Никола́й Андре́евич Янчу́к (ur. 17 listopada?/29 listopada 1859 w Kornicy, ob. Stara Kornica, woj. mazowieckie; zm. 6 grudnia 1921 w Moskwie) – etnograf, folklorysta, pisarz, literaturoznawca, historyk i archeolog, dyrektor Muzeum Etnograficznego w Moskwie. Członek kilku towarzystw naukowych, autor licznych prac. W publikacjach wydawanych na Ukrainie przedstawiany jest jako ukraiński, w publikacjach wydawanych na Białorusi – jako białoruski, a w publikacjach wydawanych w Rosji – jako rosyjski uczony.

## Życiorys
Urodził się 29 listopada 1859 roku w Starej Kornicy na Podlasiu. W 1879 roku przybył do Moskwy. W 1885 roku ukończył studia historyczno-filologiczne na Uniwersytecie Moskiewskim. Początkowo pracował jako nauczyciel, zaczął brać udział w rozmaitych etnograficznych ekspedycjach, podczas których gromadził folklorystyczny materiał, ludowe pieśni (w zapisie nutowym), podania, legendy. Został członkiem kilku towarzystw naukowych: dramatopisarzy i kompozytorów (1887), etnograficznym (1887), archeologicznym (1888), historycznym (1888) i w Towarzystwie Miłośników Literatury Rosyjskiej (1896).
W 1889 był jednym z założycieli czasopisma „Etnograficzeskoje obozrienije” (Recenzje etnograficzne), którego był redaktorem do roku 1916. Po rewolucji październikowej wykładał na Uniwersytecie Moskiewskim, na którym prowadził wykłady z literatury białoruskiej i ukraińskiej. Miał swój współudział w założeniu Białoruskiego Uniwersytetu Państwowego. Swój prywatny księgozbiór przekazał na potrzeby Białoruskiej Biblioteki Narodowej.

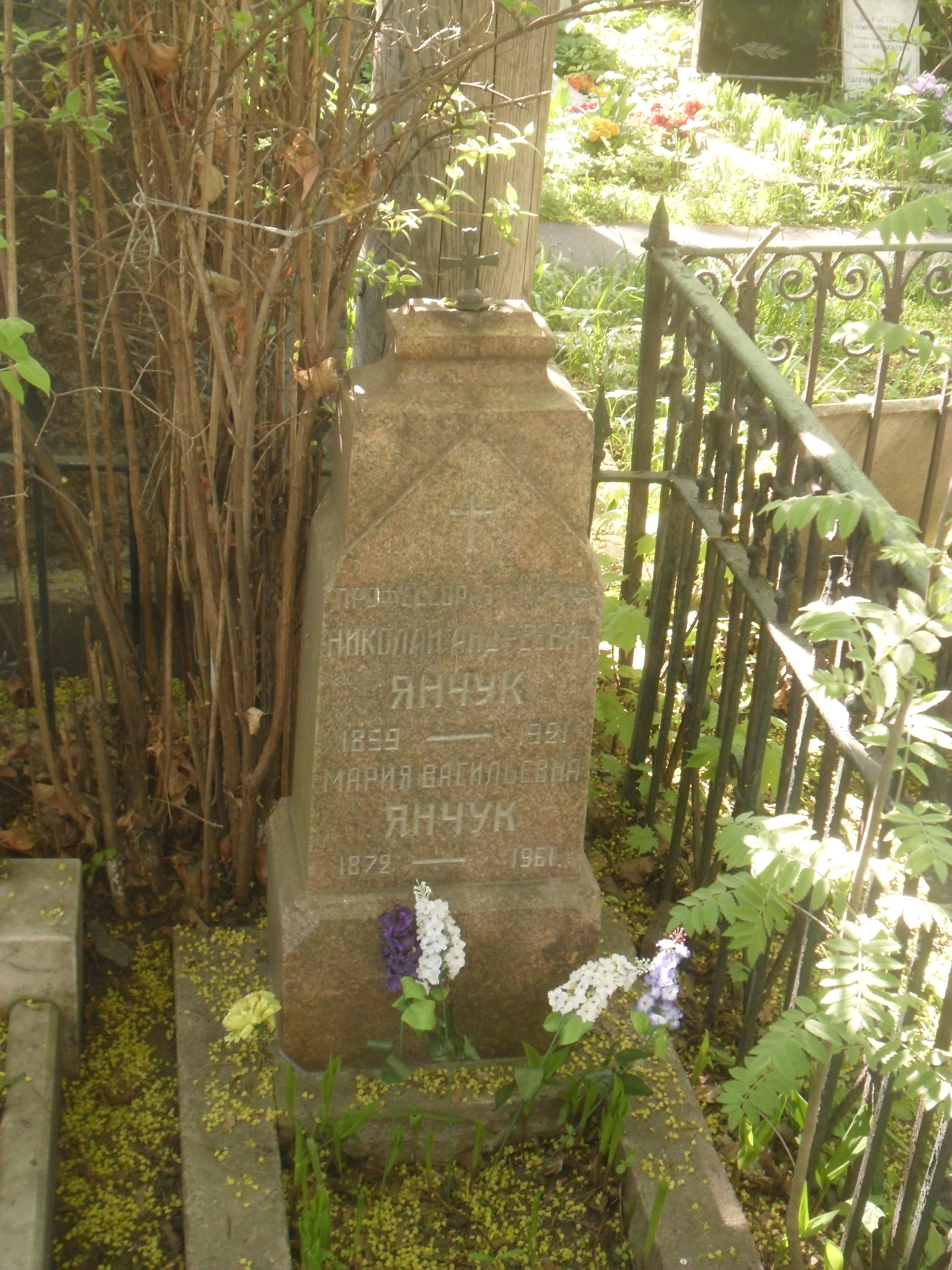
Grób Mikołaja Jańczuka na Cmentarzu Nowodziewiczym w Moskwie.

Jego dorobek dotyczy głównie kultury ludowej na Podlasiu, Polesiu, Białorusi i Ukrainie. Zmarł 6 grudnia 1921 w Moskwie.
Biografię Mikołaja Jańczuka w języku polskim opracował Bazyli Białokozowicz.